# L'Inde sans les Anglais
L'Inde (sans les Anglais) est un récit de voyage de Pierre Loti publié en 1903.

## Résumé
L'auteur découvre l'Inde en 1899. Le cri des corbeaux y est la base de tous les bruits. Au Travancore, le Maharadjah a bâti des écoles. Vers -100, des juifs se sont installés au Malabar. Il va à Pondichéry où la culture française est encore très présente. Sur le plateau central de l'Inde, il n'y a plus de verdure, c'est la sécheresse et le pays de l'islam. Dans certaines régions, 3 années sans pluie ont entraîné la famine.